# Erik Sääf
Erik Albin Anton Sääf, född 16 februari 1856 i Norrköping, död 17 februari 1934 i Gouvieux i Oise i Frankrike, var en svensk landskapsmålare och tecknare.

## Biografi
Erik Sääf var gift med Jeanne Clémentine Étienne som var änka efter konstnären Gustave Albert.
Erik Sääf studerade vid Edvard Perséus målarskola i Stockholm och vid Konstakademien 1880–1884 där han de sista två åren medverkade i pristävlingen om bästa landskapsmålning. Sommaren 1880 nämns han som medlem av Räfsnäskolonien där akademielever bedrev landskapsstudier i trakten av Mariefred. Tillsammans med akademistudenten Edward Rosenberg reste han 1888 till Tjust i Småland för att måla och senare samma år besökte han Köpenhamn. Under senare delen av 1880-talet uppehöll han sig i München varifrån han gjorde resor till Österrike och Italien. Från 1890 var han bosatt i Paris och med undantag av sommarbesök till Sverige så blev han trogen Frankrike resten av sitt liv.
Med åren blev han en av de mer kända medlemmarna av den svenska konstnärskretsen i Paris och särskilt nära vän med Gustave Albert, Christian Eriksson och Georg Arsenius. Till en början sände han hem en hel del arbeten till Svenska utställningar men med åren bröts förbindelserna med det svenska konstlivet. Han medverkade i de svenska avdelningarna vid världsutställningarna i Paris 1889 och 1900 och som fransk konstnär medverkade han bland annat i salongen på Champ de Mars.  
Genom donation av hans änka instiftades 1947 Erik Sääfs stipendiefond vid Kungliga Konstakademin för stöd åt yngre, företrädesvis Östgötska landskapsmålare som önskar bedriva studier i Frankrike. Sääf finns representerad vid bland annat Nationalmuseum i Stockholm, Norrköpings konstmuseum och Svenska klubben i Paris.

## Galleri

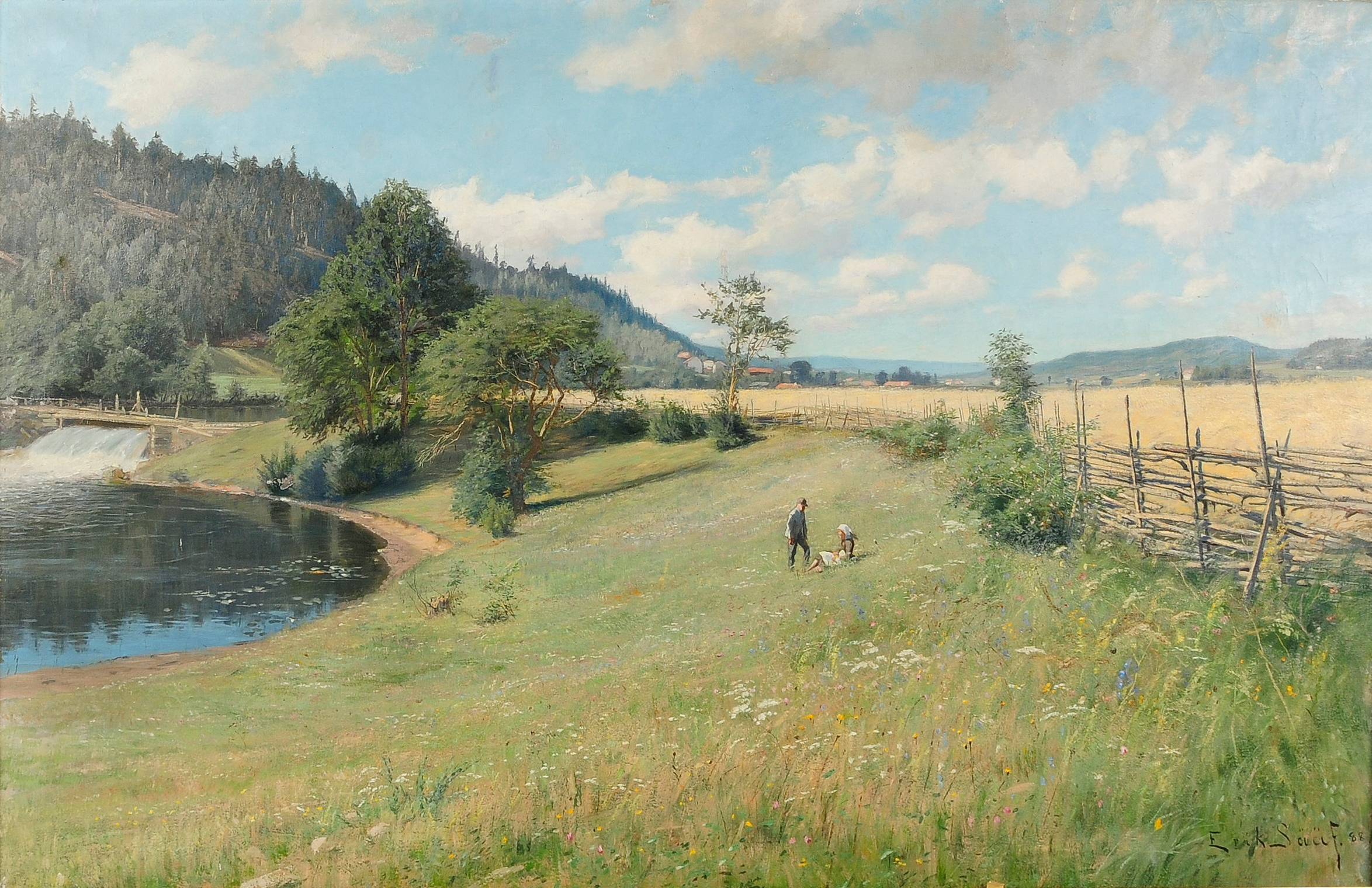
Landskap med par på sommaräng vid kvarndamm, (1888).